# Skjoldungerne
Skjoldungerne er ifølge legenderne i Knytlingasagaen – hvori Skjoldungesagaen indgår – en dansk kongeslægt fra Lejre, der er efterkommere efter Skjold. Skjoldungerne var delt i tre slægts-linjer, og de kendte skjoldunger er Roar og Helge, Harald Hildetand samt Rolf Krake.
Uden for Danmark er Skjoldungerne kendt fra det gamle engelske helteepos, Beovulfkvadet. Digtets hovedperson stammer formodentlig fra det nuværende Sverige, men handlingen foregår i Lejre, hvor en Skjoldungekonge har alvorlige problemer, som Beowulf ordner for ham. 
Saxo Grammaticus anvender i sit værk, Gesta danorum (Danernes bedrifter, el. Saxos Danmarkshistorie) betegnelsen Skjoldunger som slægtsnavn for den sjællandske sagnkongeslægt fra Skjold til Rolf Krake.
Nationalpark Skjoldungernes Land er opkaldt efter Skjoldungerne.